# Mausolée d'Halicarnasse

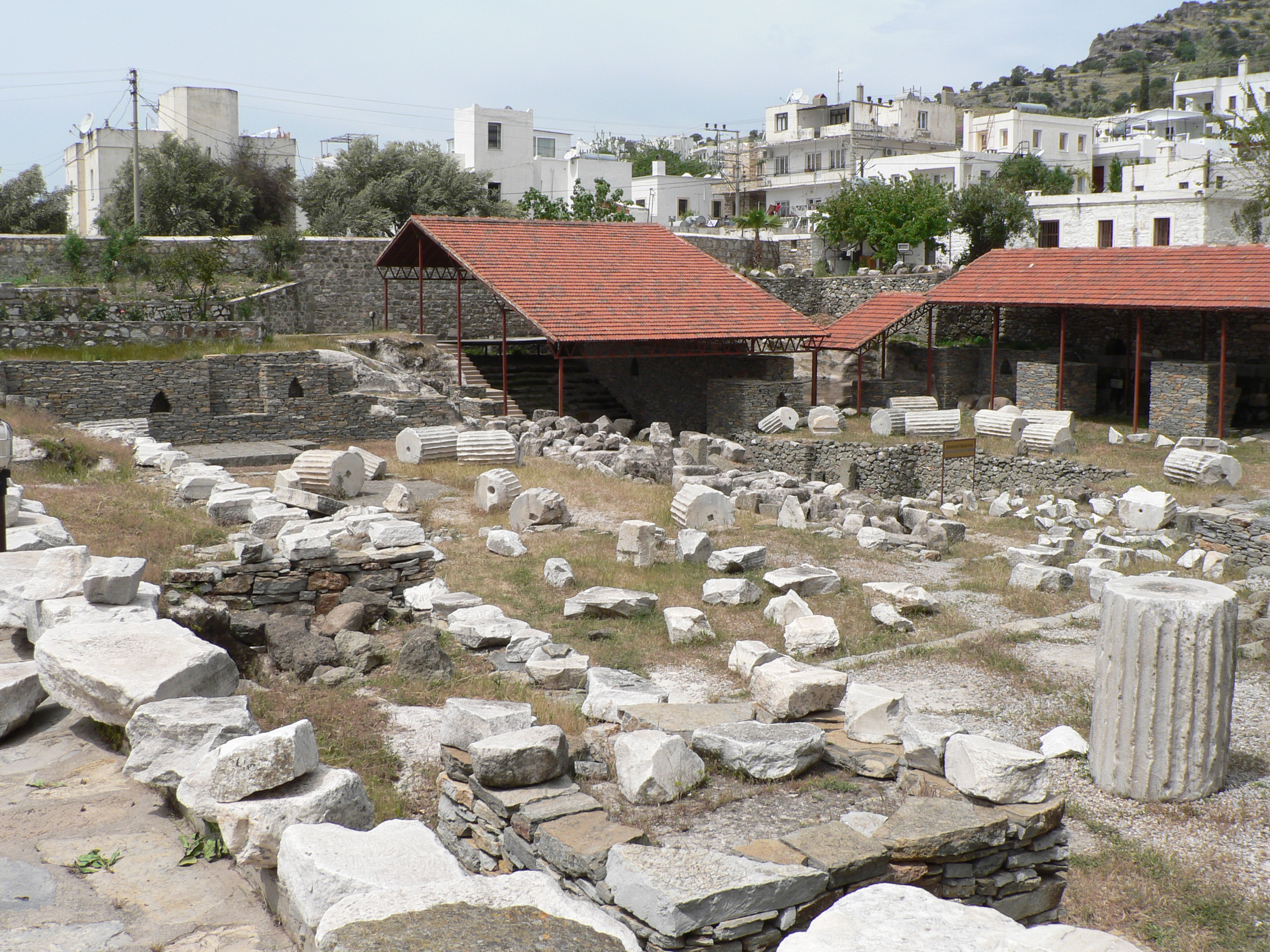
Les ruines aujourd'hui

Le Mausolée d'Halicarnasse (en grec Μαυσωλεῖον / Mausôleĩon) est le tombeau de Mausole, satrape perse achéménide de Carie (Asie Mineure), mort en 353 av. J.-C.. Il était considéré dans l'Antiquité comme la cinquième des Sept Merveilles du monde antique. Halicarnasse est aujourd’hui la ville de Bodrum, au sud-ouest de la Turquie.
Le monument était admiré dès l'Antiquité pour ses dimensions et sa décoration, si bien qu'on appelle « mausolée » tout tombeau de grande dimension (par exemple à Rome le mausolée de l'empereur Hadrien, actuellement nommé château Saint-Ange). Haut d'environ 45 mètres, le Mausolée d'Halicarnasse était orné de sculptures sur ses quatre côtés, chacune réalisée sous l'autorité d'un grand sculpteur grec ; ces quatre sculpteurs seraient Leocharès, Bryaxis, Scopas de Priène et Timothéos.
La Carie était une province dépendant de l'Empire perse, devenue presque autonome. Le roi Mausole déplaça la capitale à Halicarnasse, après avoir pris le contrôle de la plus grande partie du sud-ouest de l'Anatolie. Bien qu'officiellement dépendant de l'empire perse, il était de culture grecque. Il entreprit de grands travaux pour embellir et fortifier sa capitale. Il fit notamment construire un théâtre et un temple à Arès, le dieu de la guerre.

## Construction
Selon la tradition (Strabon, Pausanias), c'est sa sœur et veuve, Artémise II, qui décida de construire un monument exceptionnel en son honneur. Néanmoins, comme elle ne régna que deux ans après lui, il est probable que le monument fût commencé du vivant même de Mausole. Il fut achevé en 350 av. J.-C., soit un an après la mort d'Artémise II. On ne sait pas par qui il fut achevé, peut-être par le frère de Mausole, peut-être par Alexandre le Grand, peut-être même ne fut-il jamais achevé.
Le bâtiment aurait été conçu par Satyros de Priène et Pythéos de Priène. Les plus grands artistes contemporains furent requis pour la construction du Mausolée : selon Vitruve, Praxitèle y aurait participé, aux côtés de Léocharès, Bryaxis et Scopas, mais cette mention est considérée comme douteuse. Le nom de Timothéos a été d'autre part avancé comme étant celui du quatrième sculpteur.

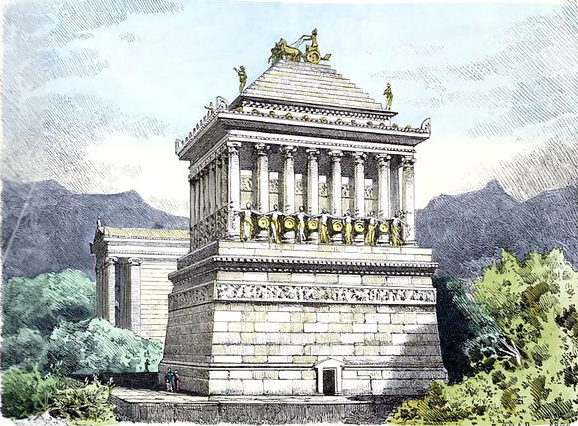
Le Mausolée d'Halicarnasse

Il resta en bon état jusqu'au XIIe siècle puis, faute d'entretien et à cause de multiples tremblements de terre, il tomba en ruines. Au Haut Moyen Âge, il servit de carrière pour construire les maisons des alentours, ensuite, les ruines tombèrent dans l'oubli. À la fin du Moyen Âge, il restait la base inférieure, en triste état, ainsi que les fondations de l'édifice. Au XVe siècle, les Hospitaliers s'en servirent comme carrière pour bâtir le château Saint-Pierre sur l'ancienne acropole d'Halicarnasse, puis pour réparer les fortifications de la ville.

### Description

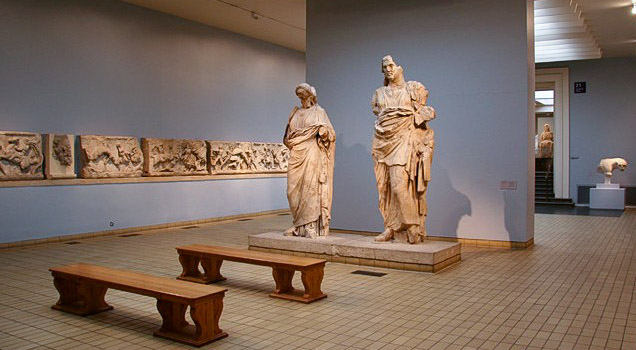
Statues récupérées sur le site du mausolée, exposées dans la salle no 21 du British Museum.

Le Mausolée, haut d'environ 45 m, reposait sur une substruction rectangulaire, entourée d'une enceinte sacrée (τέμενος / témenos) ouverte à l'est par un propylée. La substruction était surmontée de 36 colonnes, supportant un toit à degrés pyramidal de 24 degrés, au sommet duquel se trouvait un quadrige en marbre. Décoré de hauts-reliefs et de rondes-bosses, il abrite dans son massif une chambre funéraire. Sur les centaines de mètres de frises, on trouve une procession, une amazonomachie (marquée par la figure d'Héraklès, reconnaissable à sa léonté), des statues dynastiques (dont une statue aux traits épais, faussement identifiée comme celle de Mausole, portant cheveux longs et moustache), une course de chars, des lions, une centauromachie, des combats, des chasses... Scopas aurait réalisé le côté est du décor, tandis que Léocharès aurait travaillé sur le côté opposé.

## Découverte archéologique

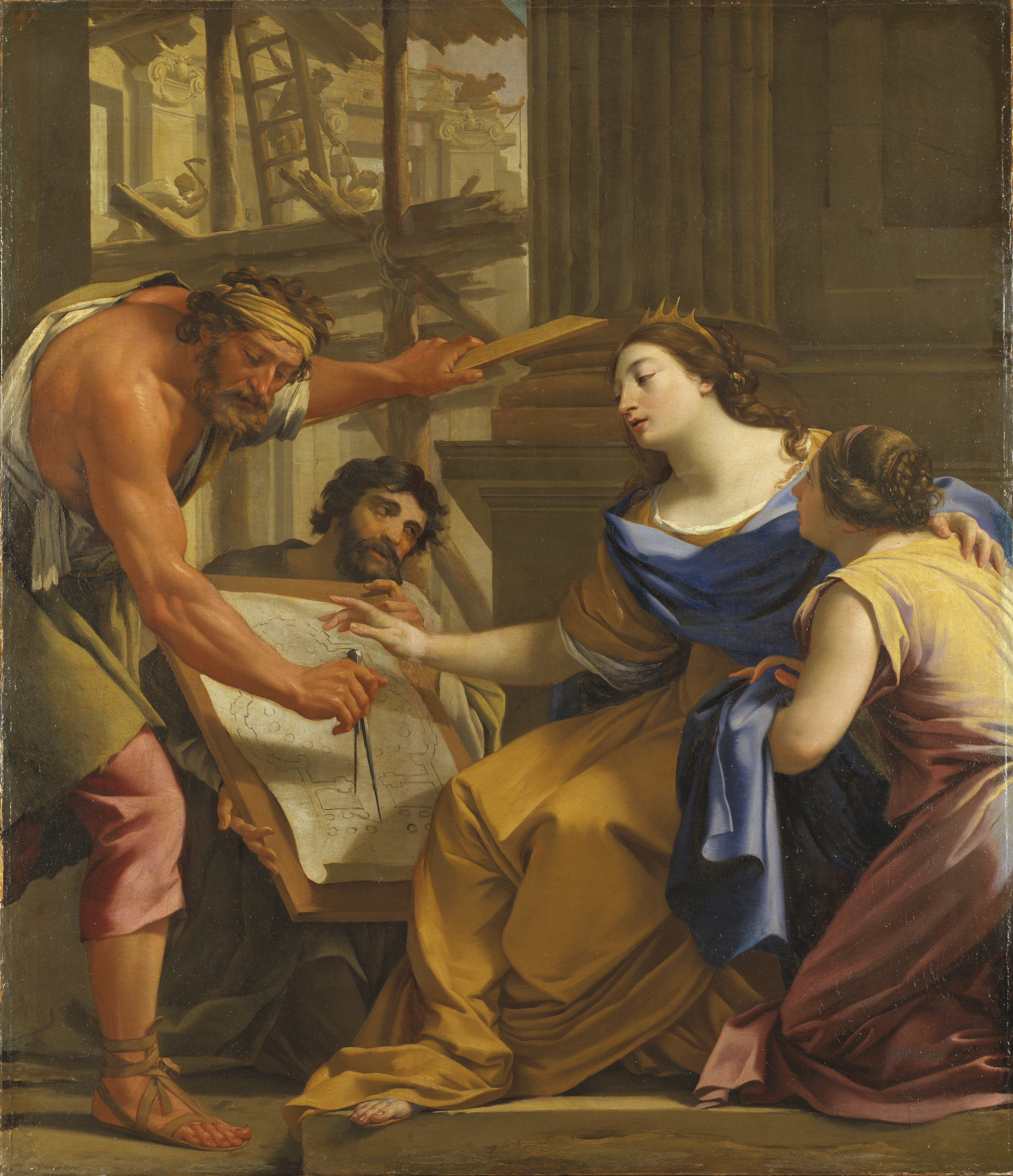
Simon Vouet, Artémis construisant le mausolée, années 1640 (Nationalmuseum, Stockholm)

En 1857, Charles Thomas Newton localisa d'abord le monument grâce à ses connaissances en littérature antique, surtout sur Vitruve et Pline l'Ancien, mais aussi grâce à une grande maîtrise de l'interprétation des fragments trouvés sur le sol, habitude acquise grâce à un long travail sur le terrain.
Il dut adapter sa technique de fouilles aux conditions locales. En effet, il n'avait pas les moyens d'acheter l'ensemble des terrains supposés renfermer le Mausolée. Il eut donc recours à des tunnels, et non à des tranchées pour localiser les limites extérieures du bâtiment. Il put ainsi, après avoir découvert les quatre coins, n'acheter que les champs qu'il désirait explorer en priorité.
Il retira du sol de très nombreux fragments d'architecture et de sculpture, dont quatre dalles de la frise est, œuvre attribuée à Scopas représentant un combat entre Grecs et Amazones. Tous ces fragments, ainsi qu'une des roues monumentales du quadrige sur lequel se trouvaient les statues colossales de Mausole et d'Artémise sont conservés au British Museum. Il put aussi rassembler dans ce musée les autres fragments identifiés du Mausolée dispersés (à Genève, Constantinople ou Rhodes). Là, son travail de conservateur rejoignait celui d'archéologue.

## Dans la culture populaire
- Le Mausolée d'Halicarnasse peut être construit comme merveille mondiale dans plusieurs opus de la franchise de jeux vidéo Sid Meier's Civilization (Civilization III, Civilization IV, Civilization V et Civilization VI).
- Le Mausolée représente l'une des 7 civilisations disponibles dans le jeu de plateau 7 Wonders.